# Tenten (Naruto)
 (mai 2024).
Tenten (テンテン) est un personnage du manga Naruto.
C'est une kunoichi du village de Konoha. Elle est dans l’équipe menée par Gaï Maito avec Neji Hyûga et Rock Lee.

## Profil

### Histoire
Dans le manga, Tenten a un rôle assez effacé ; on ne voit d’ailleurs généralement pas ses combats individuels, dont l’issue ne fait que suggérer le déroulement.

#### Examenchūnin
Durant l'examen écrit, Tenten aide Lee à répondre ; en utilisant des fils pour ajuster des miroirs cachés au plafond, Tenten permet à Lee de voir les réponses d'autres candidats et de les copier sans se faire prendre. Lors de la deuxième épreuve ayant lieu dans la Forêt de la Mort, leur équipe décide de se séparer afin de trouver de faibles équipes à qui dérober le rouleau. Neji et Tenten se retrouvent au point de rendez-vous, mais le retard de Lee les inquiète. Ils se lancent à sa recherche et le retrouvent inconscient, ils sont alors témoins de la défaite brutale des ninjas du Son face à Sasuke. Plus tard, Tenten réveille Lee brusquement en le secouant. 
Tenten fait face à Temari durant les préliminaires de la 3e épreuve de l’examen. Battue à plate couture, elle se retrouve inconsciente au terme du duel, à la merci de son adversaire. Temari veut alors la projeter au sol, mais Lee la rattrape. 
Avant le début de l'épreuve finale, Tenten aide Neji à s'entraîner au perfectionnement de ses techniques. Elle utilise ses nombreuses armes contre lui afin d'éprouver son Tourbillon Divin. Elle assiste au combat entre Neji et Naruto. Elle reste admirative devant le talent de Neji et loue la performance de Naruto lorsque celui-ci parvient à le vaincre.

#### Sauvetage de Gaara
L’équipe de Gaï Maito est envoyée en renfort de celle de Kakashi pour la mission du sauvetage de Gaara. Sur la route, le groupe est intercepté par un clone de Kisame Hoshigaki créé par Pain. Tenten tente de l’attaquer à l'aide d'une bombe munie de pointes, mais il parvient à éviter l'explosion. Kisame, agacé de les voir sur son chemin, capture Rock Lee, Neji et Tenten dans ses prisons aqueuses maintenues par des clones aqueux afin de pouvoir combattre Gaï tranquillement. Tenten atteint ses limites la première, suffocant par le manque d'oxygène dans la sphère d'eau, mais Neji parvient à détruire sa prison et libère Lee qui neutralise le clone retenant Tenten captive, la sauvant. 
Kisame défait par Gaï, les deux équipes se retrouvent mais sont bloqués par une barrière empêchant l'entrée dans la cachette d'Akatsuki. L’équipe de Gaï se disperse afin de désactiver les parchemins maintenant la barrière, mais chaque membre se retrouve alors aux prises avec un double de lui-même. Débarrassés de leurs copies, les membres de l'équipe retrouvent la Team Kakashi à temps pour coincer Deidara. Celui s'échappe en faisant exploser un clone d'argile qui aurait vraisemblablement tué tout le monde si Kakashi n'avait pas utilisé son « Kaléidoscope hypnotique du Sharingan » afin d'expédier l'explosion dans une autre dimension. Après que Gaara a été ramené à la vie, les équipes de Gaï et Kakashi retournent à Konoha.

#### Invasion de Pain
Lorsque l'invasion de Konoha orchestrée par Pain commence, l'équipe de Gaï Maito est en mission à l'extérieur. Ils décident de faire une pause, apparemment due à l'épuisement de Tenten. Remarquant un important vol d'oiseaux se dirigeant dans la direction opposée à Konoha, ils décident de s'y rendre le plus vite possible, bien que Tenten semble la moins encline à se remettre en route. Ils trouvent alors le village en ruines, ainsi que Hinata, gravement blessée. Tenten fait plus tard partie de la foule venue acclamer la victoire de Naruto.

#### Quatrième grande guerre ninja
Tenten participe à la 4e grande guerre ninja déclarée par Tobi lors du conseil des cinq Kage. Elle fait partie de la division des combattants à moyenne distance dirigée par Darui, avec notamment le père de Chôji, Chôza et l'oncle de Neji, Hiashi Hyûga.
Au cours de la bataille, elle récupère l’un des cinq outils précieux du « Sage des six chemins », l’éventail de feuilles de palme dont elle se sert comme arme, détruisant notamment avec le masque raiton de Kakuzu en créant une bourrasque fūton, et le masque fūton en créant une bourrasque katon dans l’anime (utilisant à son profit la faiblesses des transformations de nature par rapport à un autre transformation), mais se retrouve rapidement épuisée, drainée de son chakra par son utilisation. 
Lorsque Madara active les « Arcanes lunaires infinis », elle se retrouve dans une illusion où Neji est encore en vie et où Gaï et Rock Lee ont cessé d'agir de manière puérile et ont changé de style vestimentaire et capillaire. Elle est libérée de l’illusion avec les autres par Naruto et Sasuke.
Une quinzaine d'années après la fin de la guerre, elle a ouvert une boutique d'armes ninjas à Konoha, mais les affaires ne vont pas très bien pour elle, car le monde ninja connaît une période de paix durable. Elle expose dans sa boutique trois des outils précieux du sage, la « corde de la clarté », la « gourde pourpre » et l'« éventail de feuilles de palme ».

### Personnalité
Le personnage de Tenten n'est pas très développé dans le manga, mais elle semble toutefois avoir un fort caractère et être un peu garçon manqué (comme lorsqu'elle secoue et gifle sans ménagement Rock Lee évanoui durant la seconde phase de l’examen chūnin). Ce trait de caractère est d'ailleurs beaucoup plus développé dans les épisodes exclusifs à l'anime. On sait aussi que Tenten admire beaucoup Tsunade et rêvait de devenir aussi forte qu'elle. Elle travaille dans ce sens, s'entraînant sans relâche pour prouver au monde que les femmes ninjas sont aussi puissantes que les hommes, notamment en compagnie de Neji dont elle admire la force.
Tenten semble aussi apprécier de prendre du repos de temps en temps, surtout à cause de son équipe hyper-dynamique. Cependant, ses espoirs sont rarement exaucés. En effet, à chaque fois qu'elle propose une pause, il semble qu'un nouvel événement les contraigne, elle et son équipe, à reprendre la route.
Selon les Databook, sa nourriture favorite sont les boulettes chinoises, les dango, et elle déteste manger l’umeboshi. Son passe-temps favori est l’astrologie, elle adore enquêter, et sa phrase préférée est « cent tirs, cent dans le centre » (百発百中, Hyappatsu hyakuchyû), synonyme du mot « infaillible ». Elle aimerait par ailleurs bien pouvoir disputer un match de revanche contre Temari, et souhaiterait également se battre contre Sakura, la disciple de Tsunade.

### Capacités
Tenten n'utilise pas de jutsus particuliers, sa spécialité est la maîtrise des armes de lancer comme les kunaïs ou les shurikens et elle ne rate jamais sa cible. Elle cache vraisemblablement tout un stock de ces deux armes dans ses vêtements. Elle se sert d'une technique d'invocation à partir d'un parchemin pour faire apparaître les armes dont elle a besoin, disposant ainsi d'un véritable arsenal sans toutefois avoir besoin de le transporter. Selon un arc hors-série de l’anime, c’est en cherchant à imiter Tsunade, capable d’invoquer Katsuyu, qu'elle a découvert son talent pour l’invocation d’armes et en a fait depuis sa spécialité.
Dans la deuxième partie du manga, Tenten est capable d'invoquer de puissantes bombes avec ses parchemins. Elle combat contre Kisame Hoshigaki pour sauver Gaara - devenu Kazekage - qui a été enlevé par Akatsuki… Pendant son combat contre Kisame Hoshigaki, elle se trouvera prisonnière dans une bulle d'eau et manquera de mourir étouffée, mais Neji parviendra à la sauver juste à temps.

### Évolution
Tenten est devenue genin à l’âge de 12 ans et chūnin à 15 ans.

Milieu partie I
Fin partie I
Milieu partie II

|                  | Capacités | Âge    | Niveau        | Taille   | Poids   | Missions                                  |
| ---------------- | --------- | ------ | ------------- | -------- | ------- | ----------------------------------------- |
| Milieu Partie I  | 40 %      | 13 ans | Genin (下忍)  | 154,3 cm | 42,2 kg | - S — 0 - A — 0 - B — 0 - C — 11 - D — 20 |
| Fin Partie I     | 45 %      | 14 ans | Genin (下忍)  | 155,6 cm | 43,1 kg | - S — 0 - A — 0 - B — 0 - C — 13 - D — 24 |
| Milieu Partie II | 51 %      | 17 ans | Chūnin (中忍) | 164 cm   | 47,3 kg | - S — 1 - A — 7 - B — 3 - C — 23 - D — 28 |

## Apparition dans les autres médias
Dans le manga, le personnage de Tenten n'est pas très développé ; cependant, l’anime met un peu plus l'accent sur son caractère légèrement garçon manqué et ses nouvelles armes. Elle fait également partie des personnages qui apparaissent le plus souvent dans les missions des épisodes hors-série.  On a ainsi droit à quelques scènes souvent amusantes avec Naruto : elle n'hésite pas à le gifler, elle se dispute avec lui, elle n'éprouve aucun remords à lui faire manger du curry très fort etc.
Ses combats, éludés dans le manga, sont par ailleurs mis en scène et imaginés par les scénaristes de l’anime ; on la voit par exemple s’y donner au maximum face à Temari durant l’examen chūnin, ou lors du sauvetage de Gaara face à son clone, utilisant des techniques de combat de haut niveau en invoquant entre autres des quantités phénoménales de kunai, de shurikens, de boules et autres armes de jet.
L’épisode 237 de Naruto Shippuden, Maître Tsunade, mon idole, est centré sur Tenten et son rêve de jeune fille de devenir comme Tsunade, et sur la découverte de ses capacités.
Le double épisode 427-428 de Naruto Shippuden, Road to Tenten - Vers un monde de rêves, développe l’illusion dans laquelle Tenten est plongée lorsque les « Arcanes lunaires Infinis » sont activés. Elle se retrouve dans un monde imaginaire très semblable au monde parallèle du film Naruto Shippuden: Road to Ninja.
Dans le spin-off Rock Lee : Les Péripéties d'un ninja en herbe, Tenten tient le rôle du Tsukkomi, corrigeant les autres personnages, et plus généralement ses coéquipiers, lorsque ces derniers commettent des actes trop ridicules, le plus souvent en les frappant avec un éventail en papier géant. Dans la version manga du spin-off, elle tient toujours le même rôle, mais utilise plus souvent ses armes pour corriger ses coéquipiers et son maître.
Diezdiez, un personnage de la bande dessinée en ligne Raruto, est un parodie de Tenten.

## Réception
Tenten est dans le groupe des anciens genin le personnage féminin le moins populaire. Toutefois, elle parvient à se classer dans la plupart des sondages de popularité sortis à ce jour :
- 24e dans premier sondage de popularité
- 30e dans second sondage de popularité
- 29e dans le quatrième sondage de popularité
- 24e dans le cinquième sondage de popularité
- 22e dans le sixième sondage de popularité

## Techniques

### Anime
- Technique des dragons jumeaux (双昇龍, Sōshōryū?)
Tenten invoque des dragons sous forme de parchemins avec des kanji qui s’envolent dans les airs. Chaque kanji se transforme en un projectile qui permet de lancer rapidement une série d’armes.
- Attaque de bataille circulaire (操具・縛流星, Sōgu - Baku ryūsei?)
Tenten invoque un Manriki gusari et l’utilise pour immobiliser son adversaire, avant de lui envoyer une pluie d’armes de jet et de le projeter au sol.
- La destruction tranchante des deux dragons (操具・天鎖壊, Sōgu - Tensasai?)
Tenten utilise un grand parchemin pour invoquer depuis le ciel des dizaines d’armes vers l’ennemi qui se trouve au sol. Version plus puissante de la « Technique des dragons jumeaux ».
- Irruption fracassante (ダイナミック・エントリー, Dynamic entry?)
Tenten effectue un saut, projetant sa jambe en avant pour lui donner un coup dans la figure.
- Attaque du dragon explosif (爆龍撃, Bakuryūgeki?)
Tenten invoque d’un parchemin un dragon de flammes qui se précipite sur l’adversaire avant d’exploser.
- Éventail de feuilles de palme - Bobine de feu (芭蕉扇・火の巻, Bashōsen - Hi no maki?)
Technique utilisée à l’origine par Kinkaku : l’utilisateur agite l’éventail de feuilles de palmes, créant une traînée de feu qui enveloppe et consume la cible.

### Jeux vidéo
- Outil de ninja - Boule de sphère géante (操具・極大鉄球, Sōgu - Kyokudai tekkyu?) [2]
Tenten déstabilise l'adversaire avec cinq boules de métal en pique avant d'achever ce dernier avec une boule de sphère en pique géante.
- Outil de ninja - Gros boulon de fer (操具・大鉄塊, Sōgu - Dai tekkai?)
Tenten attaque l'adversaire par le bondissement d'une grosse masse de fer.
- Éventail de feuilles de palme - Bobine de terre (芭蕉扇・土の巻, Bashōsen - Tsuchi no maki?)
Tenten fait échapper une grande masse de roche vers l'adversaire.
- Éventail de feuilles de palme - Bobine d'éclair (芭蕉扇・雷の巻, Bashōsen - Kaminari no maki?)
Tenten fait échapper de l'électricité par l'agitation de son éventail.
- Éventail de feuilles de palme - Bobine de vent (芭蕉扇・風の巻, Bashōsen - Kaze no maki?)
Tenten fait souffler du vent très hurlant en agitant très fort son éventail.
- Éventail de feuilles de palme - Bobine d'eau (芭蕉扇・水の巻, Bashōsen - Mizu no maki?)
Tenten fait échapper une quantité importante d'eau du sol pour attaquer l'adversaire.
- Tourbillon blindé à grande vitesse (八卦加速武装回天, Hakkeshō kasoku busō kaiten?)[3]
Assemblage de la technique du Tourbillon divin du Hakke de Neji avec la fleur de Lotus Recto de Rock Lee pour recouvrir la tornade des armes ninja de Tenten.